# شركة محمد البرواني القابضة

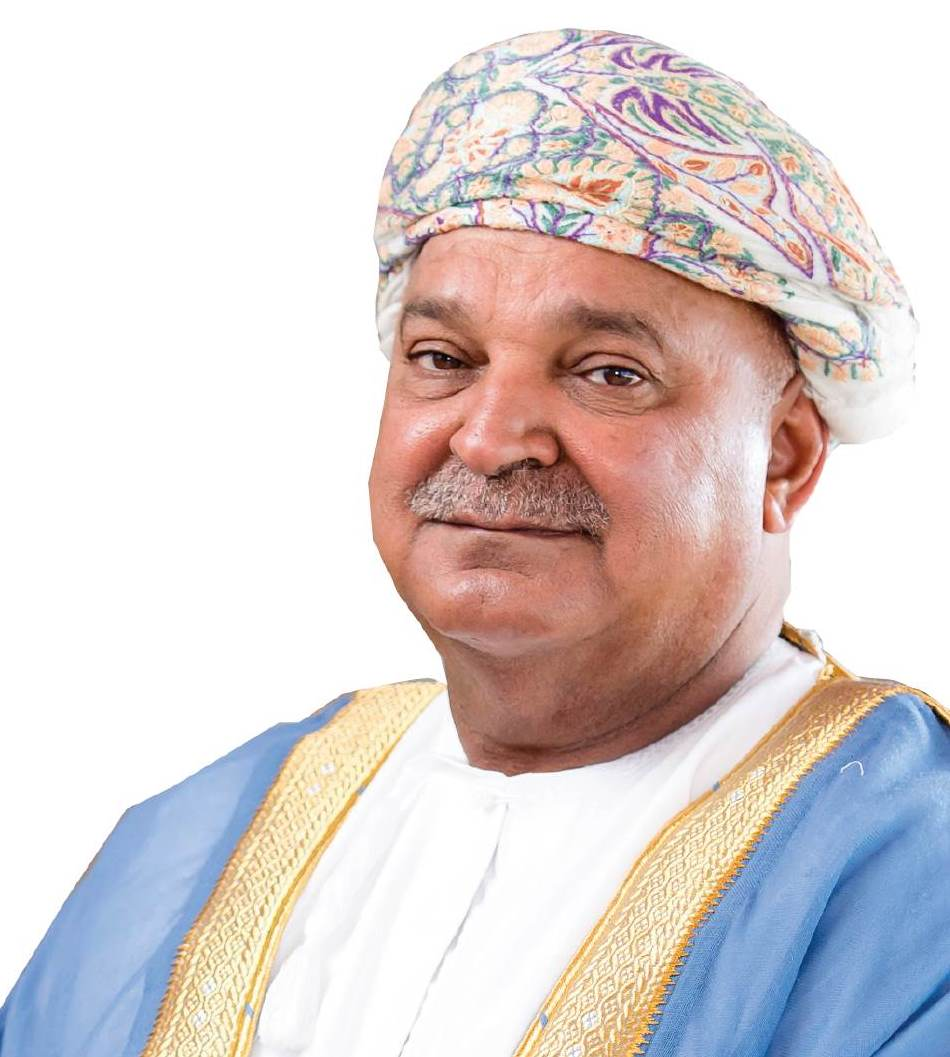
محمد البرواني، مُؤسس القابضة.

شركة محمد البرواني القابضة (بالإنجليزية: MB Holding Company LLC) هي شركة قابضة مُتعددة الجنسيات مقرها سلطنة عُمان. تأسست عام 1982 على يد رجل الأعمال العُماني محمد البرواني، وبدأت مسيرتها بتقديم مجموعة مُنتجات لشركات كُبرى مثل شركة تنمية نفط عُمان وأوكسيدنتال بتروليوم الأميركية. توسعت مصالح الشركة لتشمل مجال التنقيب عن النفط والغاز، ومجال التعدين، والهندسة والتجارة.

## نبذة عامة
تعملُ القابضة في أكثر من 20 دولة حول العالم، بما في ذلك منطقة الشرق الأوسط، وأوروبا، وإفريقيا، وجنوب آسيا وأستراليا. وتتنوع أنشطتها بين استكشاف وإنتاج النفط والغاز، والخدمات المتكاملة للحفر، والهندسة البحرية، والتعدين، وتطوير العقارات والاستثمار. وتتميز بالتزامها العالي بمعايير الصحة والسلامة وحماية البيئة؛ مما يجعلها تضع معايير صناعية جديدة.

## الشركات التابعة

### شركة مُستير
هي شركة متخصصة في الاستحواذ والتطوير العقاري والضيافة. تُركز أعمالها على الأسواق الناشئة في الشرق الأوسط وإفريقيا، وتُدير محفظة متنوعة تشمل أصولًا تشغيلية وتطويرية، وتضمن تحقيق أهداف الأصول بفضل علاقاتها القوية مع مشغلي الضيافة الدوليين، مع دعم استراتيجي ومالي وتشغيلي من الشركة الأم.

### الهندسية المتحدة للخدمات
هي شركة عُمانية خاصة تأسست عام 1979، تُقدم خدمات هندسية لقطاعات النفط والغاز، وتوليد الطاقة، والمياه والصناعات البحرية. شهدت الشركة نموًا استثنائيًا وأصبحت وحدة تصنيع عالمية، وتحظى بسمعة قوية بين العملاء المحليين والدوليين كمنظمة ديناميكية ومهنية.

### شركة محمد البرواني لخدمات النفط
هي شركة متعددة الجنسيات تأسست عام 1982، تُقدم خدمات حفر الآبار النفطية بطريقة فردية أو الحزم المتكاملة التي تتحمل المسؤولية الكاملة عن الحقل طوال دورة حياته. تُوظف الشركة عدد كبير من الموظفين مع معدل توطين مرتفع في الصناعة. تشملُ عملياتها كل من سلطنة عُمان، والسعودية، والبحرين، والكويت، وألمانيا ورومانيا.

### شركة موارد للتعدين
هي شركة تابعة ومملوكة بالكامل لشركة محمد البرواني القابضة، ومقرها سلطنة عُمان. تُركز خدماتها على الاستكشاف المستدام للمعادن وتطوير مشاريع التعدين محليًا ودوليًا. أدارت عدد من مشاريع الاستكشاف والتطوير والتشغيل للنحاس في سلطنة عُمان. وقامت بإجراء استحواذات واستثمارات استراتيجية في مشاريع تنموية. ينشطُ عملها في سلطنة عُمان، وناميبيا، ورواندا، وبابوا غينيا الجديدة.

## القطاعات
تُساهم القابضة في العديد من القطاعات الكبرى منها:
- خدمات حقول النفط: تتولى شركة محمد البرواني لخدمات النفط تقديم خدمات متنوعة لقطاع حقول النفط، تشملُ هذه الخدمات الدعم الفني والتشغيلي لشركات النفط الكبرى مثل شركة تنمية نفط عمان، مما يعزز مكانة الشركة كمزود رئيسي لخدمات الطاقة في المنطقة.
- التنقيب عن النفط والغاز (التنقيب عن الهيدروكربونات): تُدار عمليات تنقيب وإنتاج النفط والغاز من خلال شركة بتروغاز للتنقيب والإنتاج، الحاصلة على امتيازات التنقيب والإنتاج في سلطنة عُمان، ومصر وموزمبيق؛ مما يعجعلها مُساهمة رئيسية في قطاع الطاقة على المستوى الإقليمي.
- التعدين: تُدير شركة موارد للتعدين أنشطة التعدين التابعة للقابضة، وتُعد أكبر شركة تعدين خاصة في سلطنة عُمان، وأول شركة تعمل في مجال تنقيب النحاس والذهب.
- الهندسة: تُشارك الهندسية المتحدة للخدمات في قطاعات الطيران والدفاع، وتقدم حلولاً وخدمات هندسية متخصصة لهذه الصناعات الحيوية.
- العقارات: تُطور شركة مُستير مشاريع فندقية وسياحية داخل سلطنة عُمان، مما يُسهم في تنمية قطاع السياحة والعقارات في المنطقة.[11]

## الاستثمارات
- في عام 2010، استحوذت القابضة على شركة Oceanco، وهي شركة هولندية متخصصة في بناء اليخوت الفاخرة.[بحاجة لمصدر]
- تمتلك استثمارات في شركة Nautilus Minerals بنسبة 28%، وهي شركة كندية تعمل في مجال التنقيب عن المعادن تحت الماء.[بحاجة لمصدر]
- تمتلك استثمارات في شركة المدينة تكافل بنسبة 26%، وهي شركة عمانية للتأمين التكافلي.[بحاجة لمصدر]
- تمتلك استثمارات في شركة الوطنية بنسبة 51%، وهي شركة تكافل مقرها في أبو ظبي.[بحاجة لمصدر]

## روابط خارجية
- الموقع الرسمي